# 12-Stunden-Rennen von Sebring 1967

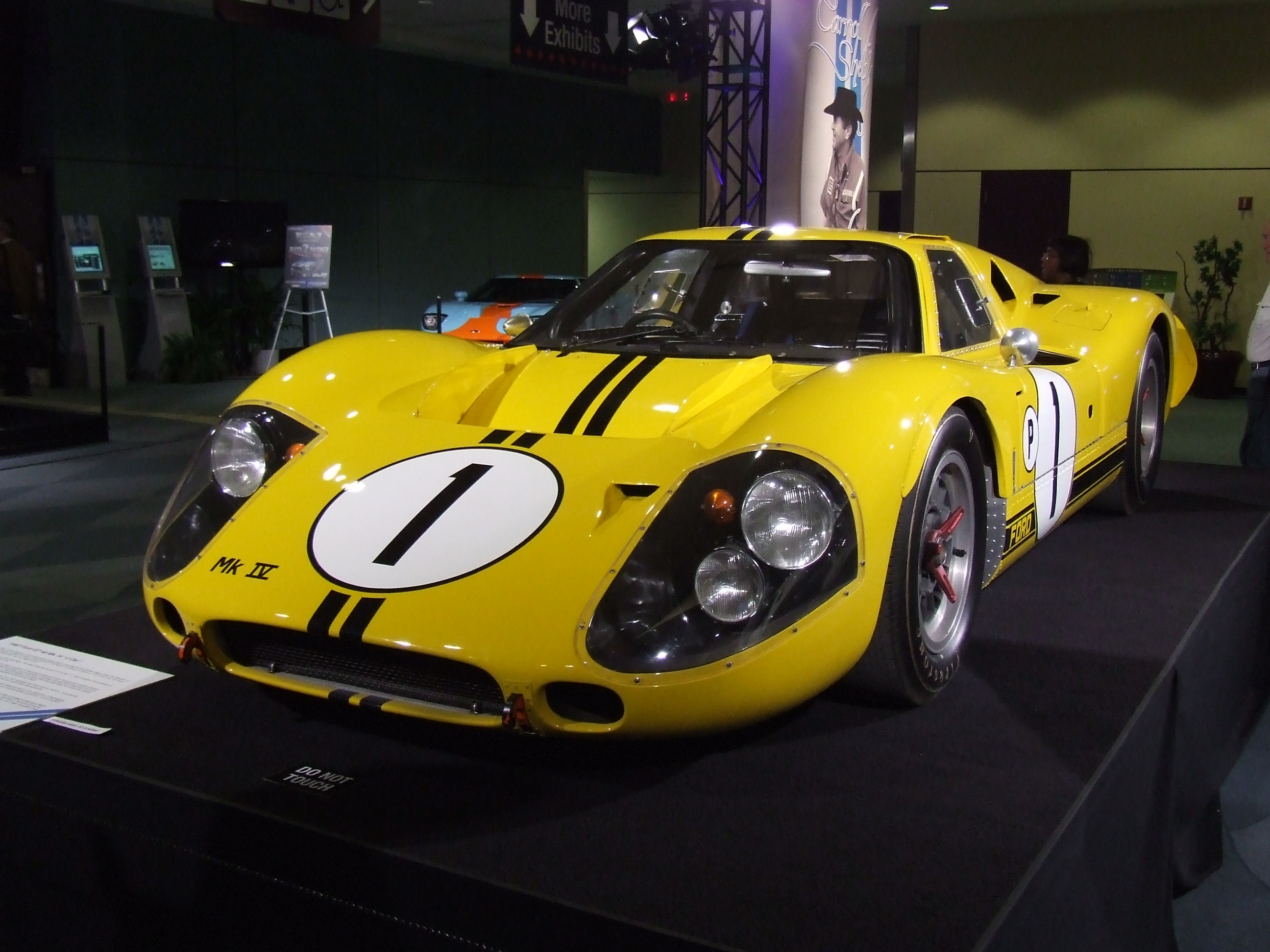
Ford GT40 MK.IV mit der Startnummer 1; der Siegerwagen von Bruce McLaren und Mario Andretti

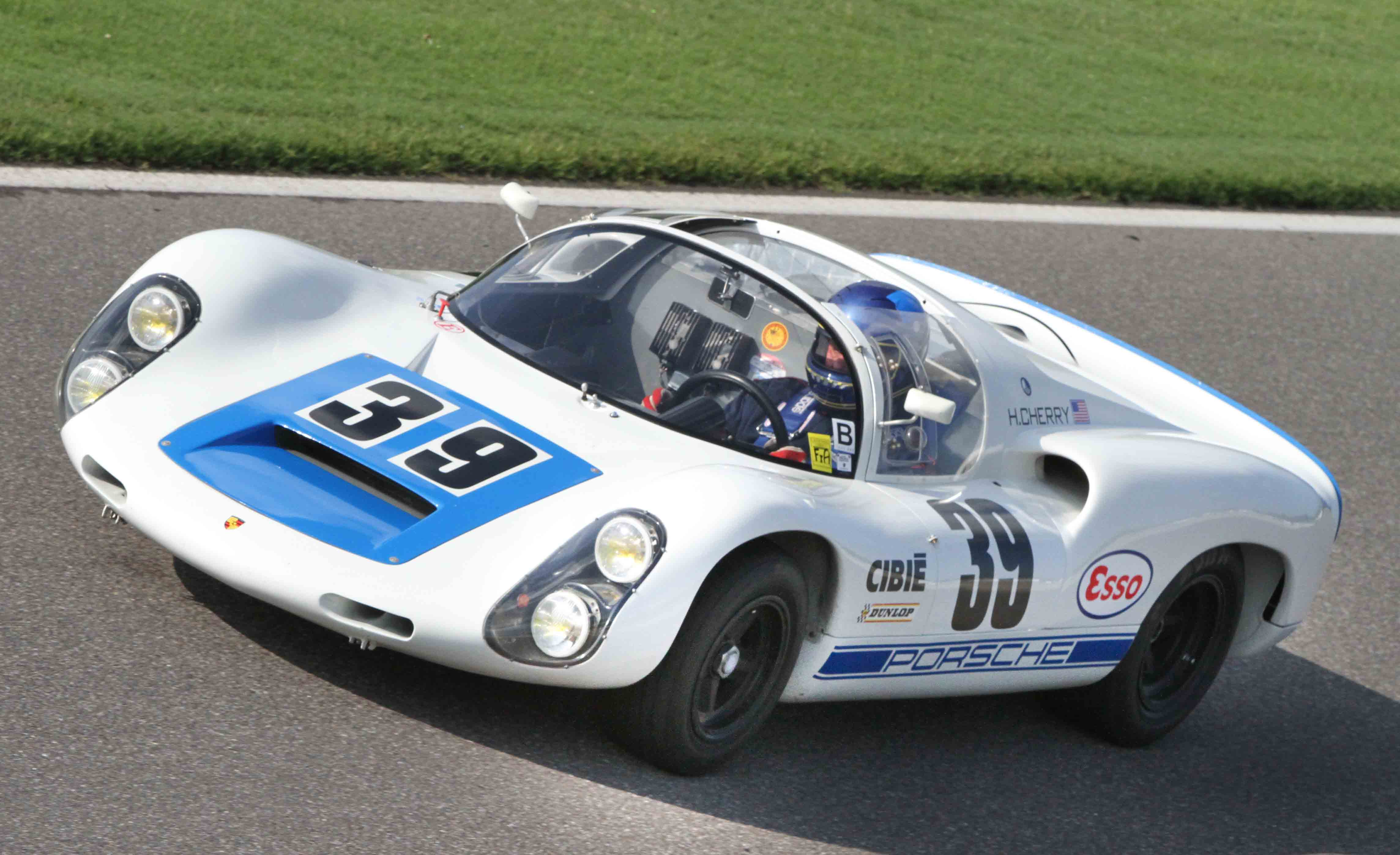
Der Porsche 910, mit dem Udo Schütz, Gijs van Lennep und Rolf Stommelen nach einem Unfall ausschieden

Das 16. 12-Stunden-Rennen von Sebring auch, 12 Hours of Endurance For The Alitalia Airlines Trophy, Sebring, fand am 1. April 1967 auf dem Sebring International Raceway statt und war der zweite Wertungslauf der Sportwagen-Weltmeisterschaft dieses Jahres.

## Das Rennen
Die tragischen beiden Unfälle beim Rennen 1966, bei denen fünf Menschen starben, stellten die Rennveranstaltung in Frage. Die jahrelang von Alec Ulmann konsequent ignorierte Forderung nach besseren Sicherheitsvorkehrungen sorgte nach 1966 für heftige Kritik an seiner Person und der gesamten Veranstaltung. Ulmann versuchte die Unglücke herunterzuspielen und wollte das Rennen auf einen Stadtkurs in West Palm Beach verlegen. Vorverträge waren bereits unterschrieben, die Verlegung kam jedoch nicht zustande. Erst nach diesem Scheitern begann man mit Verbesserungen an der Strecke, sorgte für eine neue Streckenführung mit neuen Auslaufzonen. Außerdem wurden alte Gebäude auf dem Flughafengelände geschleift, die teilweise gefährlich nahe an der Strecke standen.
Die Sportwagen-Weltmeisterschaft 1967 begann Anfang Februar mit dem 24-Stunden-Rennen von Daytona und einem Dreifachsieg für Ferrari. Hinter den beiden Scuderia-330P4 von Bandini/Amon und Parkes/Scarfiotti kam der North-American-Racing-412P von Pedro Rodríguez und Jean Guichet als Gesamtdritter ins Ziel. Auf einen Einsatz in Sebring verzichtete die Scuderia, um Vorbereitungen für die europäischen Wertungsläufe zu treffen. Inoffiziell sickerte jedoch durch, dass Enzo Ferrari nach den Unfällen im Vorjahr weitere Zwischenfälle und damit schlechte Presse fürchtete.
Nach dem Rückzug von Ferrari waren die Werks-Ford GT40 trotz der Anwesenheit von Porsche ohne echte Gegner, wenngleich der Porsche 910 von Scooter Patrick von Gerhard Mitter als Dritter in derselben Runde wie der zweitplatzierte Ford von A. J. Foyt und Lloyd Ruby ins Ziel kam. Als Sieger gingen mit einem Vorsprung von zwölf Runden Bruce McLaren und Mario Andretti durchs Ziel.

## Ergebnisse

### Schlussklassement
| 1               | P + 2.0  | 1  | Ford Motor Company           | Bruce McLaren Mario Andretti                   | Ford GT40 MK.IV               | 238 |
| 2               | P + 2.0  | 2  | Ford Motor Company           | A. J. Foyt Lloyd Ruby                          | Ford GT40 MK.IIB              | 226 |
| 3               | P 2.0    | 36 | Porsche Auto                 | Scooter Patrick Gerhard Mitter                 | Porsche 910                   | 226 |
| 4               | P 2.0    | 37 | Porsche Auto                 | Joseph Siffert Hans Herrmann                   | Porsche 910                   | 223 |
| 5               | S 5.0    | 19 | Brescia Corse Team           | Nino Vaccarella Umberto Maglioli               | Ford GT40                     | 223 |
| 6               | P 2.0    | 40 | Squadra Tartaruga            | Rico Steinemann Dieter Spoerry                 | Porsche 906LH                 | 218 |
| 7               | P 2.0    | 38 | Porsche Auto                 | Joe Buzzetta Peter Gregg                       | Porsche 906                   | 215 |
| 8               | S 5.0    | 17 | Autosport International      | Bob Grossman William McNamara                  | Ford GT40                     | 214 |
| 9               | GT 2.0   | 46 | Bursch Tuned Exhaust         | Robert Kirby Alan Johnson                      | Porsche 911S                  | 197 |
| 10              | GT + 5.0 | 8  | Sunray DX Oil Co.            | Donald Yenko Dave Morgan                       | Chevrolet Corvette Sting Ray  | 195 |
| 11              | P + 2.0  | 30 | British Motor Corp.          | Paddy Hopkirk Andrew Hedges                    | MGB GT                        | 189 |
| 12              | GT 2.0   | 48 | British Motor Corp.          | John Rhodes Timo Mäkinen                       | MGB                           | 188 |
| 13              | P 2.0    | 59 | Donald Healey Motor Co.      | Clive Baker Rauno Aaltonen                     | Austin-Healey Sprite          | 187 |
| 14              | P 2.0    | 56 | H.F. Squadra                 | Leo Cella Claudio Maglioli Sandro Munari       | Lancia Fulvia HF              | 187 |
| 15              | GT 2.0   | 72 | Valvoline-Opert Racing Team  | Fred Opert John Pauley Bill Bowman Lee Cutler  | Porsche 911S                  | 186 |
| 16              | GT 5.0   | 18 | Dos Caballos Racing Team     | Fred van Beuren Paul Jett                      | Shelby GT350                  | 185 |
| 17              | GT 5.0   | 25 | Northern Vermont Racing Team | Denise McCluggage Pinkie Rollo                 | Ferrari 275 GTB/4 NART Spyder | 185 |
| 18              | P 2.0    | 58 | Donald Healey Motor Co.      | Carson Baird Roger Enever Alec Poole           | Austin-Healey Sprite          | 183 |
| 19              | P + 2.0  | 15 | Howmet Corporation           | Bob Nagel Ray Heppenstall Bill Seeley          | Howmet Sprint                 | 181 |
| 20              | GT 2.0   | 41 | Joseph Greger                | Joseph Greger Günter Besier                    | Porsche 911S                  | 181 |
| 21              | S 2.0    | 47 | George Drolsom               | George Drolsom Bill Campbell                   | Porsche 904 GTS               | 180 |
| 22              | S 2.0    | 43 | B & B Motors                 | Phil Groggins Bob Bailey John Kelly            | Porsche 356SC                 | 170 |
| 23              | GT 1.3   | 62 | Ring-Free Oil Racing Team    | Liane Engeman Janet Guthrie                    | Matra Djet 5S                 | 163 |
| 24              | S 2.0    | 51 | Viper Racing Inc.            | Laszlo Siegmund George Liebl                   | Volvo P1800                   | 159 |
| 25              | P 2.0    | 63 | Ring-Free Oil Racing Team    | Suzy Dietrich Donna Mae Mims                   | ASA 411                       | 159 |
| 26              | GT + 5.0 | 4  | Roger Penske                 | Joe Welch George Wintersteen                   | Chevrolet Corvette            | 157 |
| 27              | S 1.3    | 68 | Major Billy Turner           | M. D. Smith Billy Turner                       | Austin-Healey Sprite          | 155 |
| 28              | GT 5.0   | 16 | Brad Brooker                 | Brad Brooker Tom Yeager                        | Shelby GT350                  | 152 |
| 29              | GT 3.0   | 29 | Tim Burr                     | Tim Burr Buell Owen                            | Triumph TR4A                  | 150 |
| 30              | GT 2.0   | 54 | A.R.C.O. Inc.                | Anatoly Arutunoff Bill Pryor                   | Alfa Romeo Giulia SV          | 142 |
| 31              | GT 3.0   | 28 | Milo Vega                    | Milo Vega John Witt Bob Kingham                | Triumph TR4A                  | 139 |
| 32              | GT 1.3   | 60 | Richard Kondracki            | Richard Kondracki Michael Pickering            | Triumph Spitfire              | 135 |
| 33              | P 2.0    | 53 | Competition Components Inc.  | Hugh Kleinpeter Mike Rothschild                | Beach Mk.8                    | 123 |
| 34              | GT 5.0   | 21 | Richard Robson               | Richard Robson Rajah Rodgers Bill Buchman      | Jaguar XKE                    | 117 |
| 35              | S 1.3    | 57 | Baker Racing Team            | Smokey Drolet Anita Taylor                     | Alpine A110                   | 77  |
| Disqualifiziert |          |    |                              |                                                |                               |     |
| 36              | GT 5.0   | 70 | Treadwell Ford Racing Team   | Roger West Joseph Ausburn Bobby Allison        | Shelby GT350                  | 25  |
| Ausgefallen     |          |    |                              |                                                |                               |     |
| 37              | P 2.0    | 39 | Porsche Auto                 | Udo Schütz Gijs van Lennep Rolf Stommelen      | Porsche 906                   | 156 |
| 38              | P + 2.0  | 6  | Chaparral Cars               | Mike Spence Jim Hall                           | Chaparral 2F                  | 145 |
| 39              | GT + 5.0 | 9  | Or Costanzo                  | Or Costanzo Gene Guy David McClain             | Chevrolet Corvette Sting Ray  | 141 |
| 40              | S 2.0    | 42 | Ed Hugus                     | John Cannon Ed Hugus                           | Porsche 906                   | 138 |
| 41              | GT + 5.0 | 69 | Wilton Jowett                | Wilton Jowett Robert Mouat Claude Cardwell     | Chevrolet Corvette            | 130 |
| 42              | P + 2.0  | 5  | Chaparral Cars               | Bob Johnson Bruce Jennings                     | Chaparral 2D                  | 128 |
| 43              | S 5.0    | 11 | J. W. Engineering Ltd.       | Dick Thompson Ed Lowther                       | Ford GT40                     | 119 |
| 44              | P 2.0    | 32 | Scuderia Ambroeus            | Pedro Rodríguez Jean Guichet                   | Ferrari Dino 206S             | 101 |
| 45              | GT 2.0   | 45 | RBM Motors                   | Jack Ryan Bill Bencker                         | Porsche 911S                  | 93  |
| 46              | P 2.0    | 65 | Autodelta                    | Andrea de Adamich Teodoro Zeccoli              | Alfa Romeo T33                | 84  |
| 47              | GT 3.0   | 27 | Joseph Hines                 | T. J. Kelly Whit Tharin Wilbur Pickett         | Triumph TR4                   | 77  |
| 48              | S 5.0    | 14 | William Wonder               | William Wonder Raymond Caldwell                | Ford GT40                     | 71  |
| 49              | P + 2.0  | 20 | David Piper Racing           | David Piper Richard Attwood                    | Ferrari 365P2/3               | 65  |
| 50              | P 2.0    | 34 | Scuderia Filipinetti         | Günter Klass Herbert Müller                    | Ferrari Dino 206S             | 65  |
| 51              | GT 2.0   | 49 | Canadian Auto Racing Team    | Gary Magwood Ray Gray                          | MGB                           | 59  |
| 52              | S 2.0    | 44 | Baker Racing Team            | Charlie Kolb Fred Baker Lee Cutler             | Porsche 906                   | 51  |
| 53              | P 2.0    | 66 | Autodelta                    | Roberto Bussinello Nanni Galli                 | Alfa Romeo T33                | 36  |
| 54              | GT 5.0   | 71 | Ring-Free Oil Racing         | Paul Richards Ray Cuomo John Norwood           | Shelby GT350                  | 22  |
| 55              | P + 2.0  | 23 | Federico de la Chica         | Ricardo Rodríguez-Cavazos Federico de la Chica | Ferrari 250LM                 | 18  |
| 56              | P 2.0    | 33 | Scuderia Brescia Corse       | Jonathan Williams Mario Casoni                 | Ferrari Dino 206S             | 5   |
| 57              | S 1.6    | 55 | George Waltman               | George Waltman Nick Cone                       | Osca 1600GT                   | 4   |
| 58              | P 2.0    | 35 | NART                         | Ed Crawford Charlie Kolb                       | Ferrari Dino 206S             | 1   |
| Nicht gestartet |          |    |                              |                                                |                               |     |
| 59              | P + 2.0  | 12 | John Fulp                    | Roger McCluskey John Fulp                      | Lola T70 Mk.II                | 1   |
| 60              | GT 1.3   | 61 | Howard Hanna                 | Howard Brown Howard Hanna                      | Matra Djet 5S                 | 2   |

1 Aufhängungsschaden im Training
2 zurückgezogen

### Nur in der Meldeliste
Hier finden sich Teams, Fahrer und Fahrzeuge, die ursprünglich für das Rennen gemeldet waren, aber aus den unterschiedlichsten Gründen daran nicht teilnahmen.
| Pos. | Klasse  | Nr. | Team                       | Fahrer                                   | Chassis           |
| ---- | ------- | --- | -------------------------- | ---------------------------------------- | ----------------- |
| 61   | P + 2.0 | 7   | Jack Dindoff               | Gary Jackson Vernon Halverston           | Chaparral 1       |
| 62   | P + 2.0 | 10  | Charles Vögele             | Charles Vögele Joakim Bonnier            | Lola T70 Mk.III   |
| 63   | S 5.0   | 22  | Francesco Lessona          | Francesco Lessona Tullio Sergio Marchesi | Ferrari 275 GTB/C |
| 64   | P + 2.0 | 24  | George Wooley              | Bob Bondurant                            | Ferrari 250LM     |
| 65   | P + 2.0 | 26  | North American Racing Team | Pedro Rodriguez                          | Ferrari 412P      |
| 66   | P 2.0   | 31  | Racing Preparation Ltd.    | Hugh Dibley John Markey                  | Diva Valkyrie     |
| 67   | GT 2.0  | 50  | Baker Motor Co.            | Jim Baker Paul Richards                  | MGB               |
| 68   | GT 2.0  | 52  | Peter Marinelli            | Peter Marinelli John Tremblay            | Volvo P1800       |
| 69   | P 2.0   | 64  | Autodelta SpA              | Giacomo Russo Enrico Pinto               | Alfa Romeo T33    |
| 70   | GT 1.3  | 68  | Major Billy Turner         | Billy Turner M. D. Smith Yogi Fretina    | MG Midget         |
| 71   | S 5.0   | 71  | Sergio Rodriguez           | Sergio Rodriguez Carlos Murguia          | Shelby Cobra      |

### Klassensieger
| Klasse   | Fahrer          | Fahrer           | Fahrzeug                     | Platzierung im Gesamtklassement |
| -------- | --------------- | ---------------- | ---------------------------- | ------------------------------- |
| P + 2.0  | Bruce McLaren   | Mario Andretti   | Ford GT40 Mk.IV              | Gesamtsieg                      |
| P 2.0    | Scooter Patrick | Gerhard Mitter   | Porsche 910                  | Rang 3                          |
| S 5.0    | Nino Vaccarella | Umberto Maglioli | Ford GT40                    | Rang 5                          |
| S 2.0    | George Drolsom  | Bill Campbell    | Porsche 904 GTS              | Rang 21                         |
| S 1.3    | M. D. Smith     | Billy Turner     | Austin-Healey Sprite         | Rang 27                         |
| GT + 5.0 | Donald Yenko    | Dave Morgan      | Chevrolet Corvette Sting Ray | Rang 10                         |
| GT 5.0   | Fred van Beuren | Paul Jett        | Shelby GT350                 | Rang 16                         |
| GT 3.0   | Tim Burr        | Buell Owen       | Triumph TR4A                 | Rang 29                         |
| GT 2.0   | Robert Kirby    | Alan Johnson     | Porsche 911S                 | Rang 9                          |
| GT 1.3   | Liane Engemann  | Janet Guthrie    | Matra Djet 5S                | Rang 23                         |

### Renndaten
- Gemeldet: 71
- Gestartet: 58
- Gewertet: 35
- Rennklassen: 10
- Zuschauer: unbekannt
- Wetter am Renntag: warm und trocken
- Streckenlänge: 8,369 km
- Fahrzeit des Siegerteams: 12:00:00,000 Stunden
- Gesamtrunden des Siegerteams: 238
- Gesamtdistanz des Siegerteams: 1991,724 km
- Siegerschnitt: 165,639 km/h
- Pole Position: Mario Andretti – Ford GT40 MK.IV (#1) – 2:48.000 = 179,328 km/h
- Schnellste Rennrunde: Mike Spence – Chaparral 2FI (#6) – 2:48.600 – 178,689 km/h
- Rennserie: 2. Lauf zur Sportwagen-Weltmeisterschaft 1967